# Kisoida

Konstrukce kisoidy

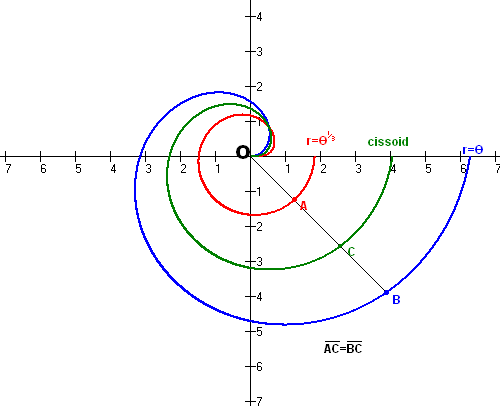
Modře a červeně tvořící křivky, zeleně vzniklá kisoida

Kisoida (zastarale cissoida, cisoida i cissoidála) je křivka vytvářená pomocí dvou jiných křivek a bodu. Nejstarším a nejznámějším případem kisoidy je Dioklova kisoida, proto se někdy stručným označením kisoida myslí právě ta.
Pro bod {\displaystyle O} a křivky {\displaystyle C_{1}} a {\displaystyle C_{2}} se patřičná kisoida vytvoří jako množina bodů {\displaystyle P} takových, že pro průsečíky {\displaystyle P_{1}} a {\displaystyle P_{2}} křivek {\displaystyle C_{1}} a {\displaystyle C_{2}} s polopřímkou {\displaystyle OP} platí, že {\displaystyle |OP|=|P_{1}P_{2}|}, tedy délka úsečky {\displaystyle OP} je rovna délce úsečky {\displaystyle P_{1}P_{2}}.
Slovo kisoida je starořeckého původu a vychází ze slova κισσός znamenajícího břečťan. Dříve používaná varianta cisoida vychází z latinské varianty zápisu. Pojmenování cissoidála ve smyslu obecné kisoidy v protikladu k Dioklově používal významný český matematik Karel Zahradník, který kisoidám věnoval řadu svých citovaných prací.